# Серце дівчини
Серце дівчини (англ. The Heart of a Girl) — американська драма режисера Джона Адольфі 1918 року.

## У ролях
- Барбара Кастлтон — Бетті Лансінг

- Ірвінг Каммінгс — Брендон Кент
- Чарльз Веллеслі — Френсіс Окленд
- Кейт Лестер — місіс Лансінг
- Ріцца Аллен — місіс Огден
- Вільям Т. Карлтон — сенатор Мюррей
- Гледіс Валері — Хелен Мюррей
- Флоренс Ковентрі — місіс Окленд
- Клей Клемент — Дж. Дрейк
- Ентоні Берд — Ебі
- Інез Шеннон — місіс Мерфі
- Джон Тенсі — Джек